# Lima (Paraguay)
Lima è un centro abitato del Paraguay, situato nel dipartimento di San Pedro, a 230 km dalla capitale del paese Asunción; la località forma uno dei 19 distretti del dipartimento.

## Popolazione
Al censimento del 2002 Lima contava una popolazione urbana di 2.152 abitanti (10.390 nell'intero distretto).

## Caratteristiche
Fondata il 5 settembre 1792 come missione di San Francesco d'Assisi del Aguaray dal frate francescano Pedro de Bartolomé, la località ha come principale attività economica l'agricoltura, dove si distinguono le coltivazioni di sesamo, cotone, mais, manioca e soia.